# Andrew D. Booth
Andrew Donald Booth (Weybridge, 11 de fevereiro de 1918 - 29 de novembro de 2009) foi um engenheiro, físico e cientista da computação britânico que liderou a invenção da tambor de memória magnética para computadores e inventou Algoritmo de multiplicação de Booth.
De 1943 a 1945 Booth trabalhou como físico matemático na equipe de raio X na the British Rubber Producers' Research Association (BRPRA), Welwyn Garden City, Hertfordshire. Depois disso, mudou-se para Birkbeck College, Universidade de Londres.